# Żabieniec (powiat radziejowski)
Żabieniec (do 31 grudnia 2016 Żabiniec) – wieś w Polsce położona w województwie kujawsko-pomorskim, w powiecie radziejowskim, w gminie Topólka.
W latach 1975–1998 miejscowość administracyjnie należała do województwa włocławskiego.